# Fredy García
Fredy Manuel "Petroleo" García Loayza, mais conhecido como Fredy García (Tacna, 22 de novembro de 1959), é um treinador de futebol peruano. Atualmente, dirige o Real Garcilaso.

## Títulos
- Campeonato Peruano - Segunda Divisão: Total Clean - 2008, Cobresol - 2010
- Copa Peru: Real Garcilaso - 2011